# 閃電光
閃電光(Sunstreaker)，是變形金剛中的其中一個角色，在不同媒體中出現。特色是黃色的主色調、變形成跑車、頭部兩側各有一片天線。跟同款模具的斯韋伯相比，太陽紋在其他媒體的出場少得多，主要在各版本的漫畫中出場，在電視動畫或電影中的戲份則不重，戲份最重的其中一次表現在IDW漫畫裡。

## G1系列
在G1系列中，太陽紋的玩具是斯韋伯(Sidewipe)的同款模具，變形成帶有外露發動機的藍寶基尼 Countach LP500S跑車，只是從紅色改色成黃色。因此被設定成兩者是雙胞胎兄弟。有著與雙胞胎兄弟斯韋伯完全相反的個性，他是位徹徹底底的自戀狂，總是認為他是地球上最為完美的。相當迷戀自己的一身的流線型的外殼。他相當看不起其他同樣變形跑車的博派戰士，尤其是他的雙胞胎兄弟斯韋伯，不過在戰鬥的技巧上，太陽紋和和雙胞胎兄弟斯韋伯不相上下。在太陽紋的少數幾次台詞中，由柯瑞‧巴頓(Corey Burton)為其進行配音演出，和大漢(Brawn)、人類盟友史派克‧維特維奇(Spark Witwicky)一樣。

## 真人電影系列
從2007年到2023年的變形金剛系列真人電影中，太陽紋尚未在螢幕上登場過。不過在2024年，孩之寶在電影工作室系列(Studio Series)中推出了《大黃蜂》電影中的「概念藝術」(Concept Art)玩具，玩具本身的造型根據2018年《大黃蜂》電影中的概念藝術設定，編號為SS111號，也是電影工作室系列中第二款以「概念藝術」所推出的玩具(第一款是SS109號密卡登)。